# Downtown Run
Downtown Run, conocido en Norteamérica como City Racer, es un videojuego de carreras de 2003 desarrollado por Ubi Soft Romania y publicado por Ubi Soft, y lanzado para PlayStation 2, Windows, GameCube y teléfonos móviles. El juego presenta muchos autos, modos de juego y pistas diferentes. En la mayoría de los modos de juego, se puede recolectar potenciadores para maximizar las posibilidades de ganar o ralentizar a los oponentes.

## Jugabilidad
El jugador tiene la opción de coches, cada uno de los cuales puede cambiar el color y también difieren en la velocidad máxima, el volumen, la potencia y el tipo de motor. Las pistas del juego se basan en ciudades reales, por ejemplo, Londres, París o Moscú. Se puede elegir entre el modo para un jugador y el modo multijugador para dos jugadores con tecnología de pantalla dividida. Hay ocho tipos de carreras en el juego, cada una con sus propias características, por ejemplo, en la "Carrera rápida" se debe conducir una cierta cantidad de vueltas (cuya cantidad varía de una a treinta) y obtener el primer lugar, y en la "Contrarreloj", el jugador solo conduce por la pista con el objetivo de establecer un récord de tiempo.
Por ganar carreras y realizar maniobras en la carretera, el jugador aumenta su calificación, lo que abre el acceso a ciertos autos y carreras que no están disponibles inicialmente; la calificación se pierde si pierdes la carrera o abandonas la carrera. En la mayoría de los tipos de carreras en las pistas, hay bonificaciones que puedes recoger. Se dividen en mejorados (por ejemplo, "Invulnerabilidad") y agresivos (por ejemplo, "Espinas"). Los primeros dan ventajas al coche del jugador, mientras que los agresivos te permiten atacar a los coches rivales.

## Modos de juego
Todos estos modos también están disponibles en multijugador, excepto Championship y Bet Race.

### Normal
- Carrera rápida: Modo de juego básico. Carrera clásica con todas las opciones.
- Cuenta regresiva: Alcanzar los puntos de control en un límite de tiempo determinado.
- Campeonato: Reproducir todas las pistas en un orden establecido. Este es el único modo de juego en el que se puede desbloquear pistas.
- Contrareloj: Conseguir el mejor tiempo posible en una pista.

### Especial
- Último hombre en pie: Ganar la carrera teniendo el menor daño posible.
- Caza: Jugar como el cazador (coche de policía) o el cazado (coche elegido). Tratar de no ser arrestado.
- Muerte súbita: Conducir con seguridad para ganar en una pista elegida al azar y en un número de vueltas.

### Extra
- Carrera de apuestas: Inicialmente bloqueada, está disponible una vez que se alcanza una cierta cantidad de puntos de prestigio. Competir contra un oponente para ganar o perder una gran cantidad de puntos de prestigio.

## Coches
Los coches no tienen daño visual y no se puede ver dentro de ellos. Todos los coches tienen varios colores para elegir. Solo el VW Beetle está inicialmente desbloqueado, se debe ganar puntos de prestigio para desbloquear más coches. Se puede desbloquear coches en cualquier modo.
- Renault Clio V6
- Audi S3
- Audi TT
- VW Beetle
- Saab 9.3 Convertible
- Peugeot 206 CC
- Peugeot 307
- Peugeot 406 Coupe
- Mitsubishi Lancer Evolution VI
- Mitsubishi Lancer Evolution VII
- MG TF XPower 500
- MG ZT XPower 500
- Ford Thunderbird Convertible *
- Ford Mustang SVT Coupe *

* Solo disponible en la versión de PlayStation 2.

## Pistas
El número de vueltas puede estar entre 1 y 30. También puedes elegir la posición de inicio (1-6) y el número de oponentes (1-5) en muchos modos de juego. Inicialmente, solo se desbloquean las pistas de Londres, debes avanzar a través del modo Campeonato para desbloquear las pistas. Todas las pistas también están disponibles al revés.
- Noche turbulenta de Londres
- Paseo de Londres en el parque
- Apuesta de Londres
- Colina ardiente de Montreal
- Pedal de piso de Montreal
- Puertas del Kremlin
- Apuesta sobre ruedas de Nueva York
- Fiebre nocturna de Nueva York
- Friebre de París
- Arde, Arde, París
- Roma Rush
- Carrera Nocturna de Roma
- Carrera costera de Lisboa
- Sibiu, Transilvania

## Potenciadores

### Mejorando
- Alta adherencia: Potencia la adherencia del coche.
- Rey de la carretera: Aumenta la velocidad del coche.
- Todo en maravilla: Aumenta el agarre y la velocidad del coche.
- Invulnerabilidad: El coche no se ve afectado por potenciadores ofensivos o colisiones.
- Reparar: Repara mucho un coche, pero no para que esté completamente sano.

### Ofensivo
- Penalización instantánea: Cuando se golpea, reduce el agarre y el manejo del automóvil.
- Mancha de aceite: Al ser golpeado, se pierde el control del coche.
- Clavos: Cuando se golpea, el rendimiento del auto se ve afectado dependiendo de cómo se golpeen los clavos.
- Destructor de chips: Un rayo láser a través de la carretera, que una vez golpeado apagará el motor del coche.
- Dirección invertida: Cuando se golpea, los controles de dirección se invierten.
- Explosión: Una explosión circular que detiene instantáneamente a cualquier automóvil dentro del radio.
- Giro instantáneo: Cuando se golpea, el auto girará instantáneamente.

## Desarrollo y lanzamiento
El juego fue desarrollado por Ubi Soft Romania y publicado por Ubi Soft, mientras que la versión móvil simplificada bajo J2ME fue producida por Com2uS. Como características distintivas de Downtown Run, los desarrolladores decidieron utilizar bonificaciones dispersas a lo largo de las pistas que afectan el transcurso de la carrera, y una gran cantidad de modos de juego diferentes, cada uno de los cuales se creó con sus propias reglas y características. Además, los creadores han recibido una licencia para usar automóviles de fabricantes mundialmente famosos como Volkswagen, Mitsubishi, Ford y otros.
Downtown Run se lanzó el 28 de marzo de 2003 para PC con Windows y PlayStation 2 en Europa. La versión de Windows fue localizada en Rusia por Akella y publicada el 1 de abril bajo el nombre "Street Racer" completamente en ruso; tanto el texto como la voz en off fueron traducidos. En América del Norte, el juego se lanzó como "City Racer" el 29 de abril para GameCube y el 30 de junio para Windows; También se planeó lanzar una versión de PlayStation 2 en esta región, pero el lanzamiento se canceló. La versión para teléfonos móviles (J2ME) lanzada el 17 de julio. Los desarrolladores de Candella Software también querían portear el juego en la videoconsola portátil Nintendo DS, pero finalmente decidieron no hacerlo.

## Recepción
La versión para PC recibió "críticas generalmente favorables", mientras que la versión para GameCube recibió críticas "mixtas", según el sitio web de agregación de reseñas Metacritic.